# Klaus Neisner
Klaus Neisner (* 10. Mai 1936 in Berlin) ist ein ehemaliger deutscher Fußballspieler. Mit dem Hamburger SV gewann der Stürmer die deutsche Fußballmeisterschaft 1959/60.

## Laufbahn
Nach dem Zweiten Weltkrieg landete der gebürtige Berliner Klaus „Micky“ Neisner mit seinen Eltern in Hamburg. Über die Stationen TuS Berne und SC Sperber Hamburg führte ihn sein fußballerischer Weg 1957 – Erwin Piechowiak kam aus Wilhelmsburg – zum Hamburger SV in die Fußball-Oberliga Nord. Aufgefallen war er den „Rothosen“ bei der Erringung der Hamburger Vizemeisterschaft in der Amateurliga und den Spielen in der Aufstiegsrunde zur Oberliga. Gleich am ersten Spieltag der Saison 1957/58 debütierte der kleine Flügelflitzer beim 3:0-Auswärtserfolg des HSV gegen Phönix Lübeck mit dem Treffer zur 2:0-Führung in der Oberliga. Insgesamt kam er in seiner ersten Runde beim Hamburger SV aber nur zu elf Einsätzen und erzielte dabei zwei Tore. Stammspieler am rechten Flügel war zu dieser Zeit noch Gerhard Krug und Neisner musste sich die Endrunde um die deutsche Meisterschaft auch noch von der Reservebank aus anschauen. Sein erstes Endrundenspiel bestritt der Mann am rechten Flügel am 23. Mai 1959, als er sich beim 4:2-Heimerfolg gegen Westfalia Herne auch noch als zweifacher Torschütze gegen Nationaltorhüter Hans Tilkowski auszeichnen konnte.
In der Saison 1959/60 eroberte er sich mit 25 Ligaeinsätzen und zwölf Toren aber den Stammplatz als Rechtsaußen. Nach dem Gewinn der Nordmeisterschaft lief er in der Endrunde 1960 in allen sechs Gruppenspielen gegen den Karlsruher SC, Borussia Neunkirchen und Westfalia Herne für den HSV auf und gehörte am 25. Juni in Frankfurt auch dem Team an, dass mit einem 3:2-Erfolg gegen den 1. FC Köln die deutsche Meisterschaft nach Hamburg brachte. Im Endspiel hatte er es in seinen meisten Zweikämpfen mit dem Nationalmannschaftsverteidiger Karl-Heinz Schnellinger zu tun gehabt. Neben dem Gewinn der deutschen Meisterschaft waren auch die Spiele im Europapokal der Landesmeister 1960/61 für den Techniker an der Seitenlinie sportliche Höhepunkte. In allen sieben Spielen gegen Young Boys Bern, FC Burnley und den drei Spielen gegen FC Barcelona war Neisner aktiv. Im letzten Jahr des alten erstklassigen Oberliga-Systems, 1962/63, wurde er von Trainer Martin Wilke nur noch in sechs Ligaspielen zum Einsatz gebracht. Sein letztes Pflichtspiel für den Hamburger SV absolvierte er am 1. Juni 1963 in der Endrunde um die deutsche Meisterschaft, als er mit dem HSV mit 2:3 Toren bei Borussia Dortmund verlor. Er agierte dabei auf Rechtsaußen und wurde im Angriff durch Rolf Fritzsche, Uwe Seeler, Peter Wulf und Gert Dörfel unterstützt. Nach insgesamt 78 Oberligaeinsätzen mit 27 Toren schloss sich Neisner zur Runde 1963/64 dem ASV Bergedorf 85 in der Fußball-Regionalliga Nord an.
Für die „Elstern“ vom Stadion Sander Tannen brachte es Neisner von 1963 bis 1966 in der damaligen Zweitklassigkeit auf 73 Ligaspiele mit 26 Toren. Sein letztes Regionalligaspiel bestritt er am 3. April 1966 für die Mannschaft von Trainer Heinz Werner auswärts beim Bremer SV. Der beruflich als Bankangestellter beschäftigte Neisner machte sich nach seiner aktiven Laufbahn um die Organisation der HSV-Altliga verdient, dessen Leiter er bis Ende 2018 mehr als 50 Jahre lang war.